# Sympherobius killingtoni
Sympherobius killingtoni är en insektsart som beskrevs av Carpenter 1940. Sympherobius killingtoni ingår i släktet Sympherobius och familjen florsländor. Inga underarter finns listade i Catalogue of Life.